# Winzerhaus Barth
Das Winzerhaus Barth (auch Haus Barth) steht im Stadtteil Oberlößnitz der sächsischen Stadt Radebeul, in der Weinbergstraße 14. Es stammt etwa aus dem Jahr 1650 und ist benannt nach der Eigentümerfamilie Barth, die dort wohnte. Das Nebengebäude hat heute die Adresse Weinbergstraße 16. Zusammen mit dem hinter den Gebäuden liegenden Weinberg bildet das Ensemble das Weingut Ulf Große, das innerhalb des Denkmalschutzgebiets Historische Weinberglandschaft Radebeul liegt.

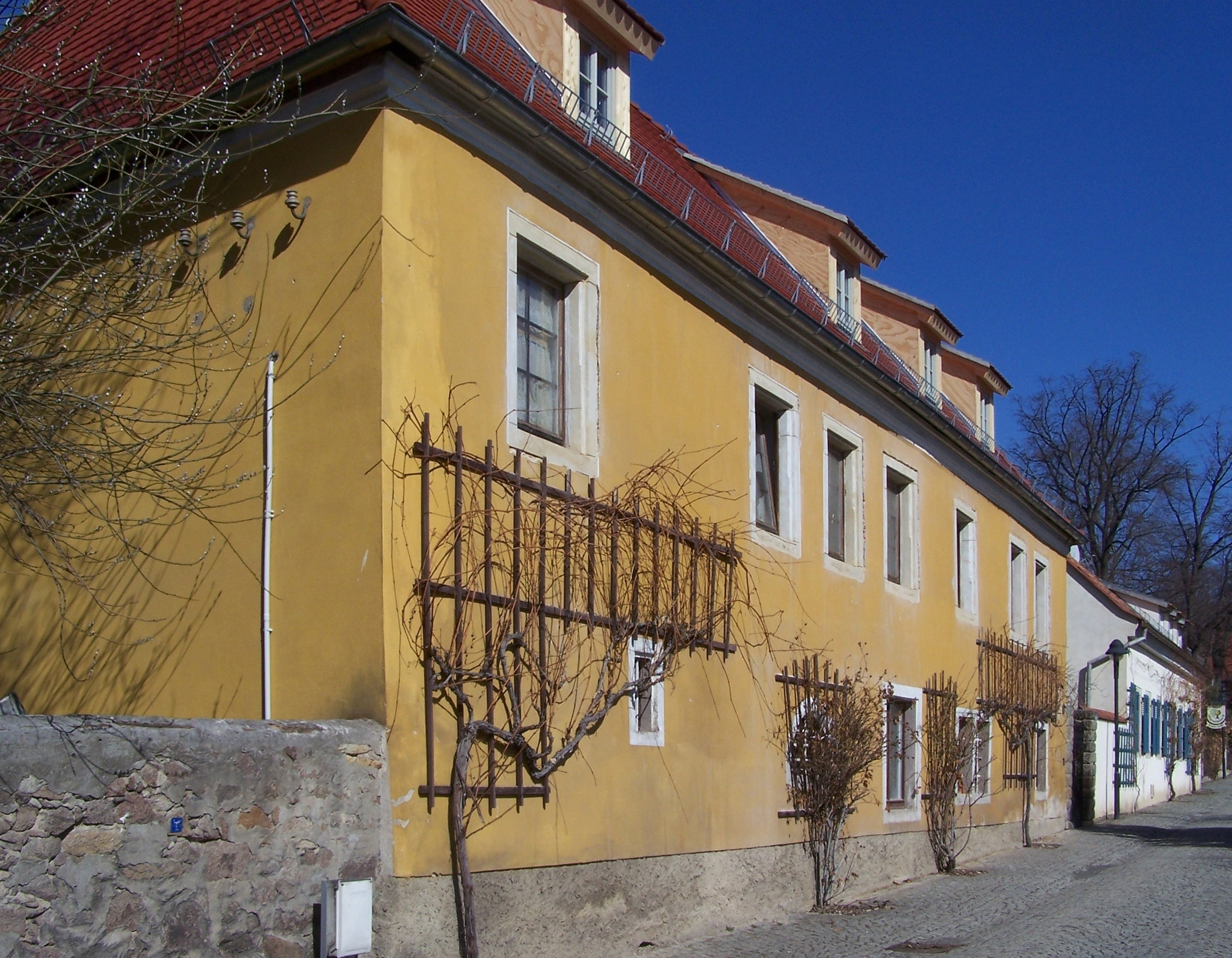
Winzerhaus Barth

## Beschreibung

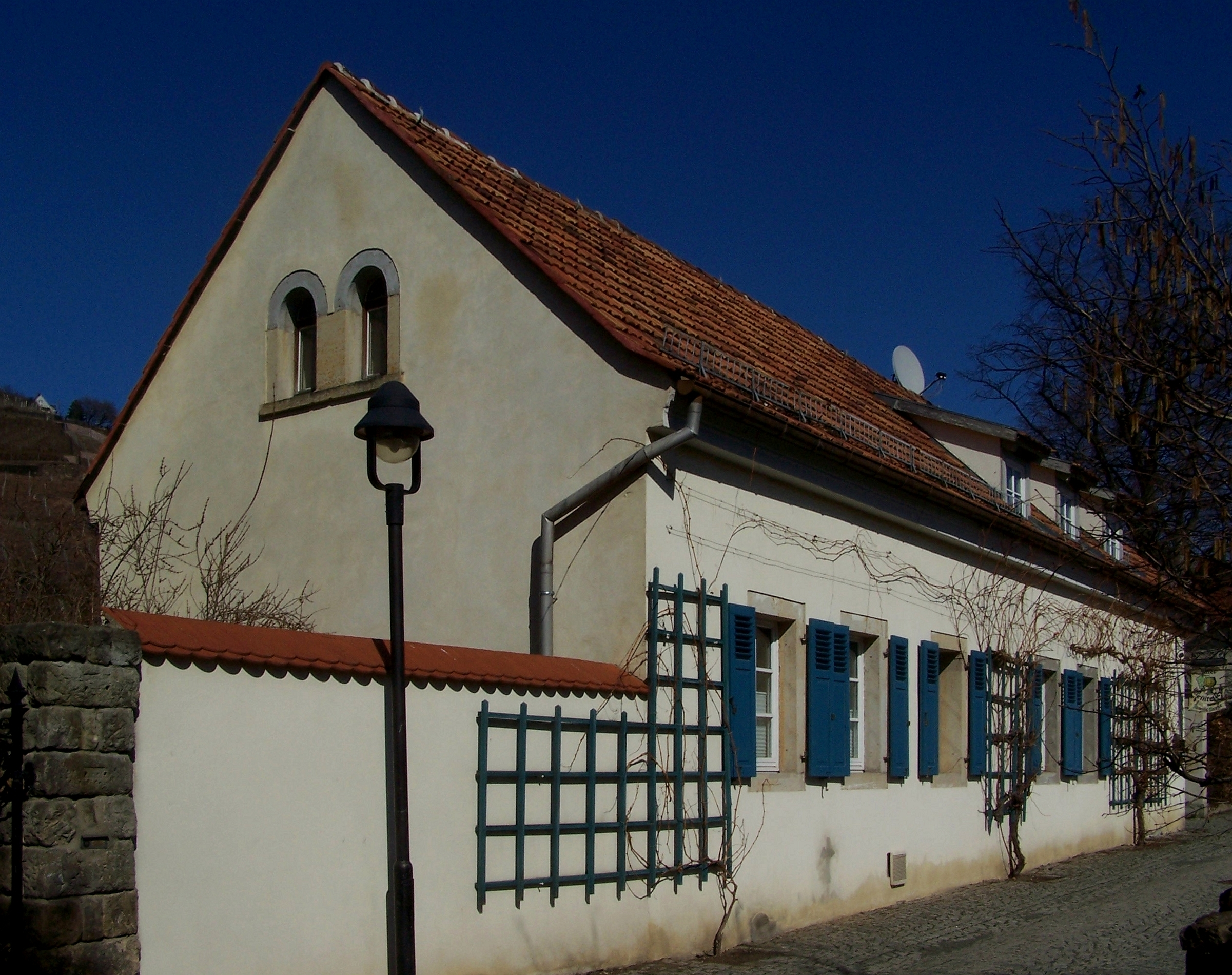
Winzerhaus Barth, Nebengebäude Nr. 16

Das zweigeschossige, mitsamt Seitengebäude (Nr. 16), Einfriedungsmauer und Toranlage unter Denkmalschutz stehende Winzerhaus liegt, ebenso wie das Seitengebäude, mit seiner Traufseite direkt auf der Fluchtlinie der nordseitigen Straßenbegrenzung der Weinbergstraße. Das Gebäude hat einen „parallelogrammförmigen“ Grundriss sowie einen an der Nordwestecke nach Norden angebauten Seitenflügel. Obenauf sitzt ein Walmdach, das dem Winkel des Grundrisses folgt und dessen Dachkonstruktion als Sparrendach ausgelegt ist.
Das ebenfalls denkmalgeschützte Nebengebäude ist eingeschossig und hat ein Satteldach mit Schleppgauben. Im Giebel befinden sich zwei Rundbogenfenster, darüber zwei runde Öffnungen. Die Fenster zur Straße tragen Klappläden.
Östlich beider Putzbauten steht eine alte Doppelportalanlage aus Sandsteinpfeilern mit Triglyphen und profilierten Abdeckplatten. Im Hof steht ein weiteres eingeschossiges Nebengebäude mit Walmdach.

## Geschichte

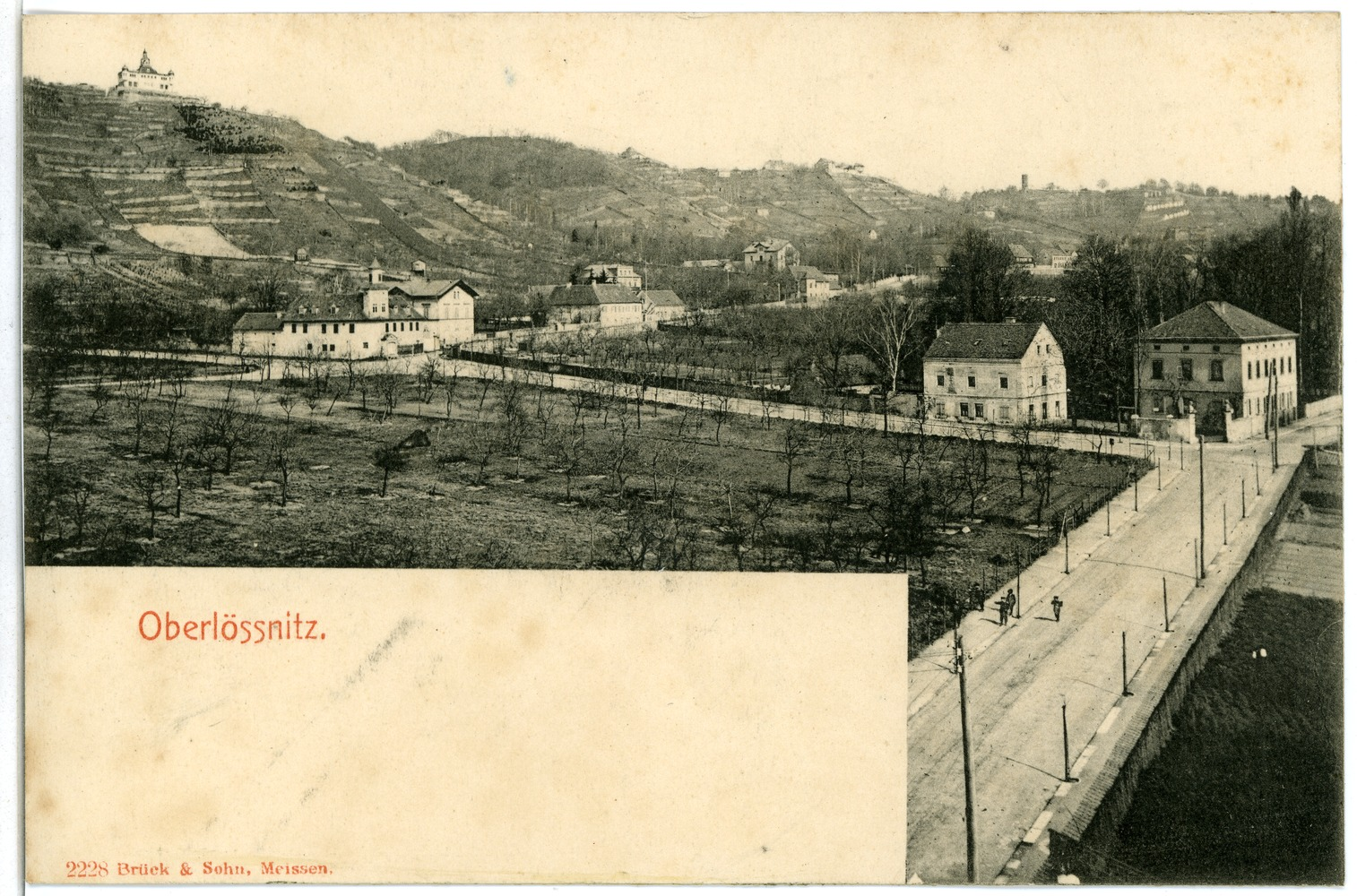
Winzerhaus Barth (Bildmitte) mit Umfeld, 1901

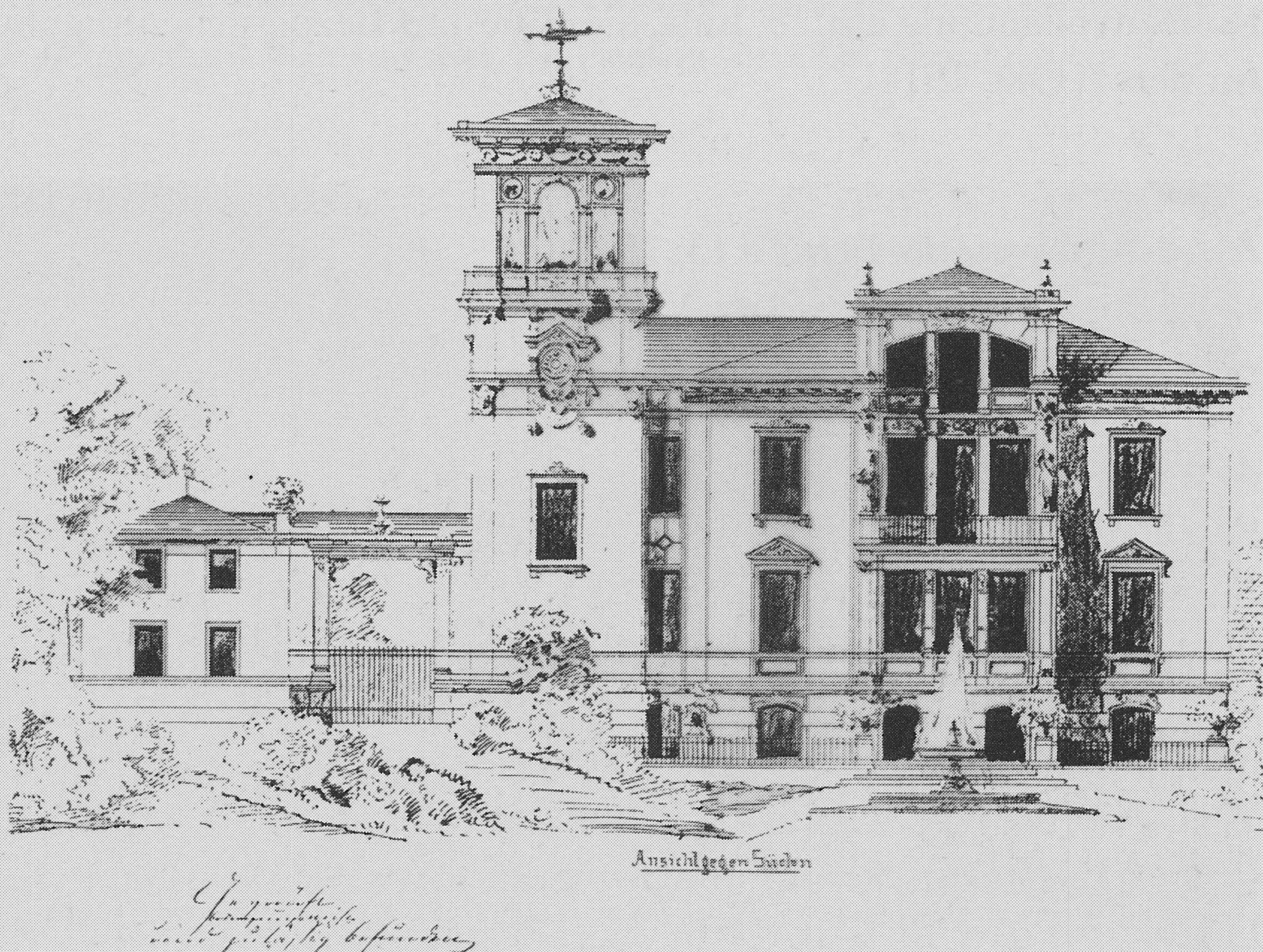
Planzeichnung der Gebrüder Ziller für eine Villa auf dem Anwesen von Winzerhaus Barth, 1875 nicht umgesetzt

Das Winzerhaus stammt aus der Zeit um 1650. Auf der Karte von Hans August Nienborg ist das Gebäude dokumentiert. Das Nebengebäude stammt etwa aus dem Jahr 1845. Im Jahr 1884 wurde der nach Norden gehende Seitenflügel des Haupthauses umgebaut.
Im Jahr 1915 war der Eigentümer der Obstplantagenbesitzer Bruno Barth. 1931 ging das Anwesen an Bruno Barth, den Vorsitzenden der Weinbaugemeinschaft Radebeul. Um 1948 fanden Umbaumaßnahmen an dem Nebengebäude statt, die es zu dem heutigen Wohngebäude machten. Deren Abschluss im Jahr 1948 ist in einem Schlussstein datiert. Umbaumaßnahmen am nördlichen Anbau des Haupthauses erfolgten 1965. Dabei wurden an dessen Nordfassade die bis dahin bestehende Zugangstreppe abgerissen und der Eingang teilweise vermauert.
In den 1990er Jahren wurden die Häuser, deren einst gemeinschaftliches Anwesen inzwischen in zwei Grundstücksnummern aufgeteilt ist, durch ihre jeweiligen Besitzer denkmalgerecht instand gesetzt.
Im Jahr 1875 zerschlug sich der Bau einer „prachtvolle[n] Villa mit Belvedere“ auf dem Anwesen wegen Todes des damaligen Auftraggebers. Deren fertige Pläne der Baumeister Gebrüder Ziller wurden erst 1886 spiegelverkehrt als Villa „Trinkl“ in Dresden-Trachau, Großenhainer Straße 241, ausgeführt.

## Weingut Ulf Große

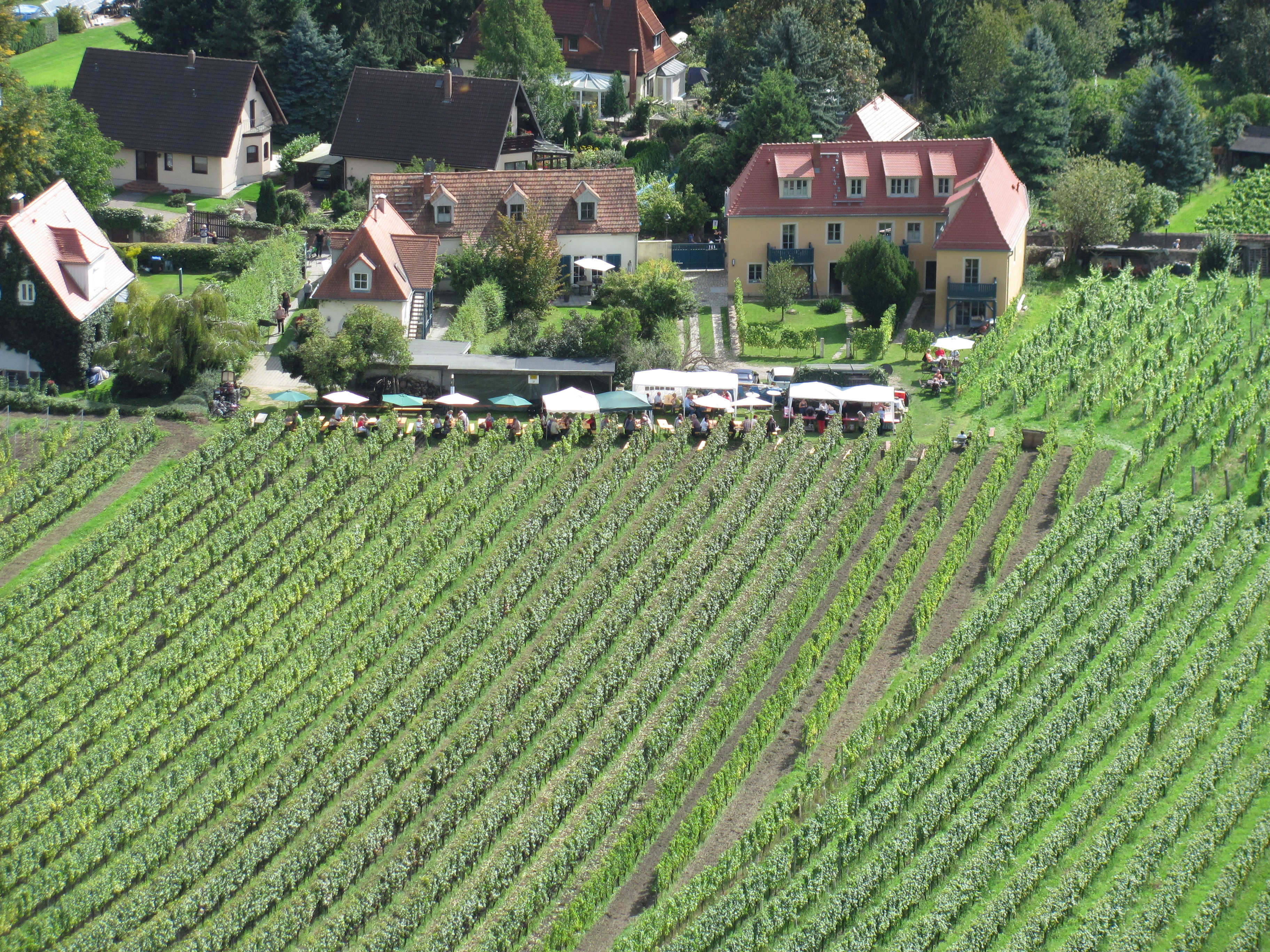
Weingut Ulf Große, vom am Hang gelegenen Eggersweg aus, am Tag des offenen Weinguts 2014

Die Familie Große übernahm 1987 die zusammengehörenden Gebäude, in denen dann seit 1996 Gäste bewirtet wurden. Der vorher fremdbewirtschaftete Weinberg ist seit 1999 auch wieder im Zugriff der Winzerfamilie. Um sich auf den Weinbau konzentrieren zu können, wurde die Gastronomie im Gästehaus (Nr. 14) in andere Hände gegeben. In der Nr. 14, also dem ursprünglichen Winzerhaus, befinden sich auch die Gästezimmer, während das Nebengebäude heute den Sitz des Weinguts darstellt. Von 2009 bis 2011 erfolgte eine umfassende denkmalgerechte Instandsetzung der Baulichkeiten.
Das Weingut hat neben dem zur Lage Radebeuler Goldener Wagen gehörenden Weinberg hinter dem Haus noch weitere Rebflächen in der Lage Radebeuler Steinrücken, sodass insgesamt 2,8 Hektar im Ertrag stehen.